# Коваржик, Йозеф
Йозеф Коваржик (чеш. Josef Kovařík; англ. Joseph John Kovarik, 11 июля 1870 — 19 февраля 1951) — американский скрипач чешского происхождения.
Получил первые уроки музыки у своего отца, Джона Джозефа Коваржика (1850—1939), в 18-летнем возрасте приехавшего из Чехии в деревушку Спиллвилл в Айове и на протяжении многих десятилетий исполнявшего обязанности органиста, хормейстера и учителя музыки в чешско-немецких общинах Айовы и Миннесоты. Затем учился в музыкальной школе в Милуоки, а в 1889—1892 гг. завершил музыкальное образование в Пражской консерватории.
Во время пребывания в Праге Коваржик случайно познакомился с Антонином Дворжаком, который, как утверждается, заинтересовался юношей, читавшим в пражском кафе американскую газету. Дворжак, к этому времени уже давший согласие отправиться в США и возглавить там Национальную консерваторию Америки, предложил Коваржику стать его секретарём, и в 1892 г. Коваржик вместе с Дворжаком и его семьёй прибыл в Нью-Йорк. Поскольку Дворжак плохо переносил нью-йоркский урбанизированный ритм жизни, во время летних каникул Коваржик пригласил композитора в свой родительский дом в Спиллвилле, подействовавший на Дворжака исключительно благотворно: за 11 июньских дней 1893 г. он написал в Спиллвилле один из главных шедевров своей камерной музыки — 12-й струнный квартет, и сыграл его несколько раз, взяв себе партию первой скрипки, вместе с Ковариком и его домашними. Там же, в Спилвилле, был завершён и Струнный квинтет Дворжака Op. 97.
В дальнейшем Коваржик на протяжении 41 года играл в составе Нью-Йоркского филармонического оркестра. Он также присоединился к струнному квартету Даннройтера — и, в частности, в 1896 г. в составе квартета исполнил в Карнеги-холле американскую премьеру следующего, 13-го квартета Дворжака. Позднее, на протяжении 1910-х гг., играл на альте в квартете Бернарда Синсхеймера.